# Jüdisches Museum Göppingen

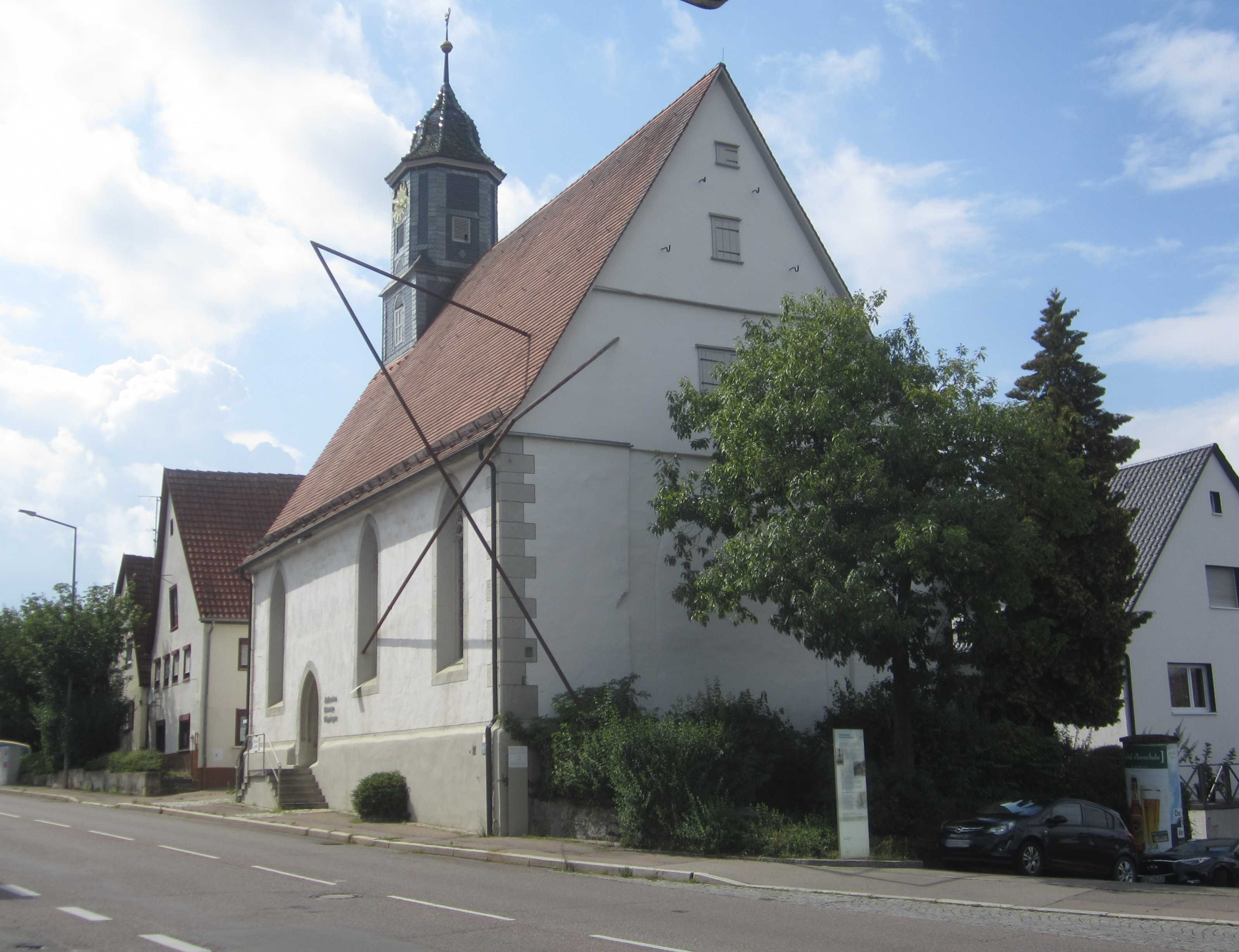
Das Jüdische Museum Göppingen, untergebracht in der früheren Dorfkirche

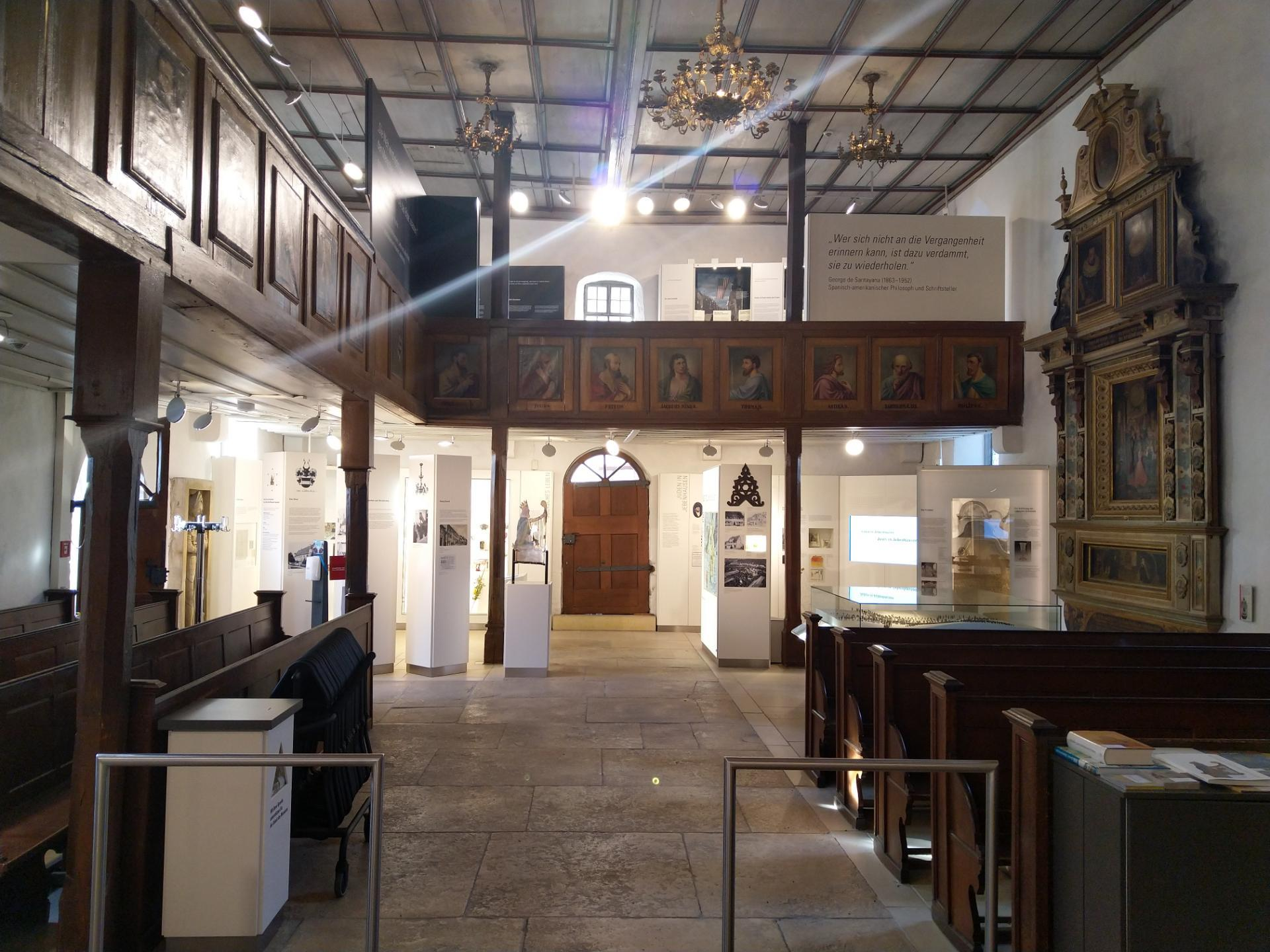
Innenansicht

Das Jüdische Museum Göppingen in Göppingen, einer Stadt in Baden-Württemberg, wurde 1992 in der 1507 erbauten Dorfkirche des Stadtteils Jebenhausen eröffnet.
Die Deckenleuchter und das Gestühl der Kirche waren ursprünglich Ausstattungsstücke der Jebenhäuser Synagoge. Nach der Schließung der Synagoge im Jahr 1899 wurden diese Einrichtungsgegenstände der christlichen Gemeinde geschenkt.
Die Ausstellung behandelt die Geschichte der Juden in Jebenhausen und Göppingen.